# Scuderia Centro Sud
Die Scuderia Centro Sud war ein Motorsportteam der 1950- und 1960er-Jahre.

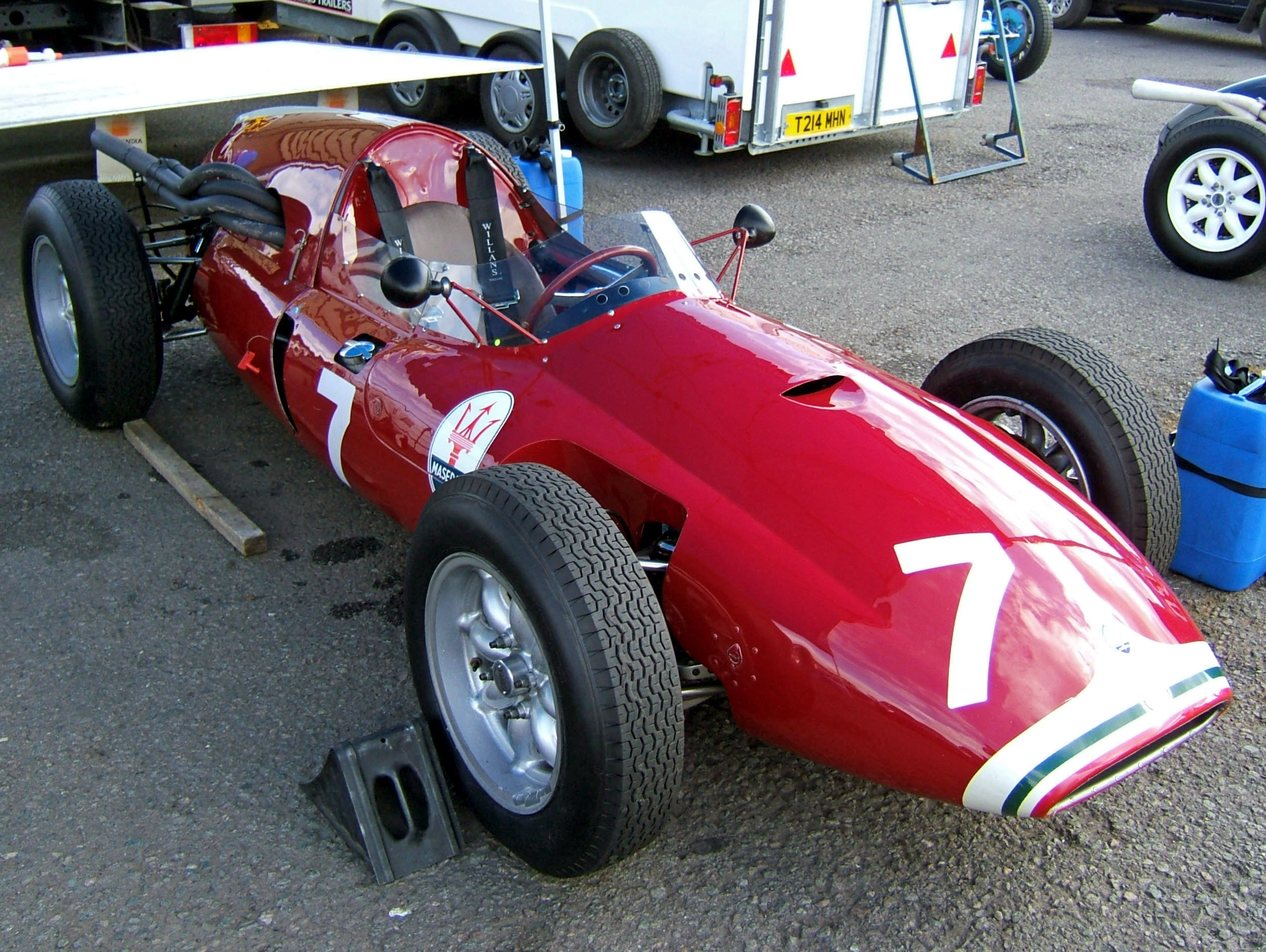
Cooper T51-Maserati der Scuderia Centro Sud

## Die Scuderia
Die Scuderia Centro Sud wurde in den frühen 1950er-Jahren vom Italiener Mimmo Dei gegründet. Ursprünglich als Rennteam für die Sportwagen-Weltmeisterschaft gedacht, an der die Mannschaft von 1956 bis 1965 teilnahm, weitete der Teameigner Dei die Aktivitäten bald auch auf die Formel 1 aus.
Mit Fahrzeugen wie dem Ferrari 500, dem Maserati 250F und dem BRM P57 sowie diversen Fabrikaten von Cooper erreichte das Team insgesamt 24 Weltmeisterschaftspunkte. Bestes Einzelresultat war der dritte Platz beim Großen Preis von Monaco 1957, erzielt durch Masten Gregory. Die Scuderia ermöglichte mit dem Engagement von Maria Teresa de Filippis auch erstmals einer Frau einen Start bei einem Weltmeisterschaftslauf der Formel 1.
Weltbekannte Piloten wie Cliff Allison, Giancarlo Baghetti, Lorenzo Bandini, Lucien Bianchi, Joakim Bonnier, Louis Chiron, Masten Gregory, Hans Herrmann, Willy Mairesse, Maurice Trintignant, Wolfgang von Trips und Luigi Villoresi fuhren für die Scuderia.

## Ergebnisse

### Siege in der Sportwagen-Weltmeisterschaft
| Jahr | Rennen                       | Fahrzeug       | Fahrer 1        | Fahrer 2          |
| ---- | ---------------------------- | -------------- | --------------- | ----------------- |
| 1961 | 4-Stunden-Rennen von Pescara | Ferrari 250TRI | Lorenzo Bandini | Giorgio Scarlatti |